# 352. Infanterie-Division (Wehrmacht)
La 352. Infanterie-Division fu una divisione dell'esercito tedesco attiva durante la seconda guerra mondiale che venne creata nel 1943 e fu schierata lungo il fronte occidentale dove fu distrutta nel 1944. Venne riorganizzata nel settembre 1944 nella 352. Volksgrenadier-Division che venne fatta prigioniera dagli alleati nel maggio 1945.

## Storia

### 352. Infanterie-Division
La divisione fu costituita il 5 novembre 1943 a Saint Lô, in Normandia, dal quartier generale della 321. Infanterie-Division e fu impiegata come forza di occupazione nella zona. Il 6 giugno 1944, si trovava nella sezione di sbarco delle unità americane e subì pesanti perdite. Nel luglio 1944, fu distrutta nei combattimenti nella zona tra Bayeux e Caen.

### 352. Volksgrenadier-Division
La divisione venne riformata come 352. Volksgrenadier-Division il 21 settembre 1944, vicino a Flensburg dalla riorganizzazione della 352. Infanterie-Division e dal personale della 581. Volksgrenadier-Division. Il 16 novembre 1944 fu trasferita nella zona di Bitburg, nell'Eifel ed ebbe il suo primo contatto con il nemico sul Sûre. Parti della divisione furono trasferite nelle aree di Schweich, Herforst e Speicher, il 24 novembre ricevette l'ordine di dare il cambio alla 353. Infanterie-Division, nella zona tra Vianden e Echternach ed all'inizio di dicembre fu trasferita nella zona di Bollendorf. Durante l'offensiva delle Ardenne del 15 dicembre 1944, aveva il compito di sfondare a Wallendorf e continuare l'attacco attraverso Ettelbrück e Attert; il 21 dicembre riuscì a conquistare Ettelbruck ed il 22 dicembre, parti della divisione furono circondate da un contrattacco da parte dell'80th Infantry Division e della 10th Armored Division, subendo gravi perdite. Il 24 dicembre Ettelbruck dovette essere abbandonata e successivamente la situazione rimase relativamente tranquilla. Il 9 gennaio 1945 la divisione si ritirò ulteriormente ed il 18 gennaio si trovava ancora sulla riva del Sure, dove fu di nuovo attaccata dall'80th Infantry Division ed il giorno successivo Wiltz fu persa, spingendo la divisione sempre più indietro. A metà febbraio 1945 combatté vicino a Prüm ed Echternach ed entro il 23 febbraio fu respinta sulla linea tra Bitburg e Messerich. Il 28 febbraio Bitburg fu perduta ed il 2 marzo si trovava nella zona di Metterich, dove furono fornite unità non adeguatamente equipaggiate composte da personale navale e aeronautico. Il 9 marzo 1945, la divisione non aveva praticamente più fanteria schierabile e l'11 marzo era al Salm, contando una forza di circa 500 uomini. Nella notte del 13 marzo, le unità rimanenti attraversarono la Mosella a Trittenheim ed il 18 marzo, le unità americane riuscirono a sfondare nella zona di Herrstein e poi a prendere i vicini ponti vicino a Kirn e Fischbach e la divisione riuscì a fuggire solo in parte e ad attraversare il Reno il 21 marzo. La divisione, che contava ancora circa 400 uomini, fu trasferita nell'Odenwald e fu considerata sconfitta il 28 marzo 1945. Lo stato maggiore ha preso parte alle battaglie per Norimberga e Fürth, il 23 aprile si trovava a est di Weißenburg e attraversò il Danubio vicino a Ingolstadt. Il personale rimasto attraversò quindi l'Inn e si ritirò sulle Alpi, dove alla fine della guerra fu fatta prigioniera.
Con l'ordinanza del 14 aprile 1945, la 19. Armee istituì una nuova 352. Volksgrenadier-Division, creando una situazione unica, ovvero che una divisione con il numero 352 esisteva due volte contemporaneamente. La nuova 352. Volksgrenadier-Division fu assegnata alla XVIII. Armeekorps e si ritirò passando per Tannheim nella Foresta Nera; il suo obiettivo era l'Allgäu. Il 25 aprile 1945, tuttavia incontrò le truppe francesi che bloccarono un'ulteriore ritirata. Un tentativo di sfondamento fallì e la divisione fu fatta prigioniera.

## Ordine di battaglia
352. Infanterie-Division
- Grenadier-Regiment 914
- Grenadier-Regiment 915
- Grenadier-Regiment 916
- Divisions-Füsilier-Bataillon 352
- Artillerie-Regiment 352
- Pionier-Bataillon 352
- Panzerjäger-Abteilung 352
- Feldersatz-Bataillon 352
- Divisions-Nachrichten-Abteilung 352
- Divisions-Nachschubführer 352

352. Volksgrenadier-Division 1944
- Grenadier-Regiment 914
- Grenadier-Regiment 915
- Grenadier-Regiment 916
- Divisions-Füsilier-Bataillon 352
- Artillerie-Regiment 1352
- Pionier-Bataillon 352
- Panzerjäger-Abteilung 352
- Feldersatz-Bataillon 352
- Divisions-Nachrichten-Abteilung 352
- Divisions-Nachschubführer 352

352. Volksgrenadier-Division 1945
- Grenadier-Regiment 914
- Grenadier-Regiment 915
- Grenadier-Regiment 916
- Divisions-Füsilier-Bataillon 352
- Artillerie-Regiment 352
- Pionier-Bataillon 352
- Panzerjäger-Kompanie 352
- Feldersatz-Bataillon 352
- Divisions-Nachrichten-Kompanie 352
- Divisions-Nachschubführer 352

## Decorazioni
Alcuni soldati della 352. Infanterie-division e della 352. Volksgrenadier-Division furono premiati per le loro azioni in guerra:
- Croce Tedesca
  - in oro: 2
  - in argento: 1
- Croce di Cavaliere della croce di ferro: 8[5]
  - Croce di Cavaliere con foglie di quercia:
- Distintivo per combattimenti ravvicinati:
  - in bronzo: 1

## Comandanti
352. Infanterie-Division
- Generalleutnant Dietrich Kraiß (6 novembre 1943 - luglio 1944)

352. Volksgrenadier-Division
- Generalmajor Eberhard von Schuckmann (21 settembre 1944 - 6 ottobre 1944)
- Oberst Eric-Otto Schmidt (6 ottobre 1944 - 23 dicembre 1944)
- Generalmajor Richard Bazing (23 dicembre 1944 - 21 febbraio 1945)
- Generalmajor der Reserve Rudolf von Oppen (21 febbraio 1945 - maggio 1945)